# John Shakespeare

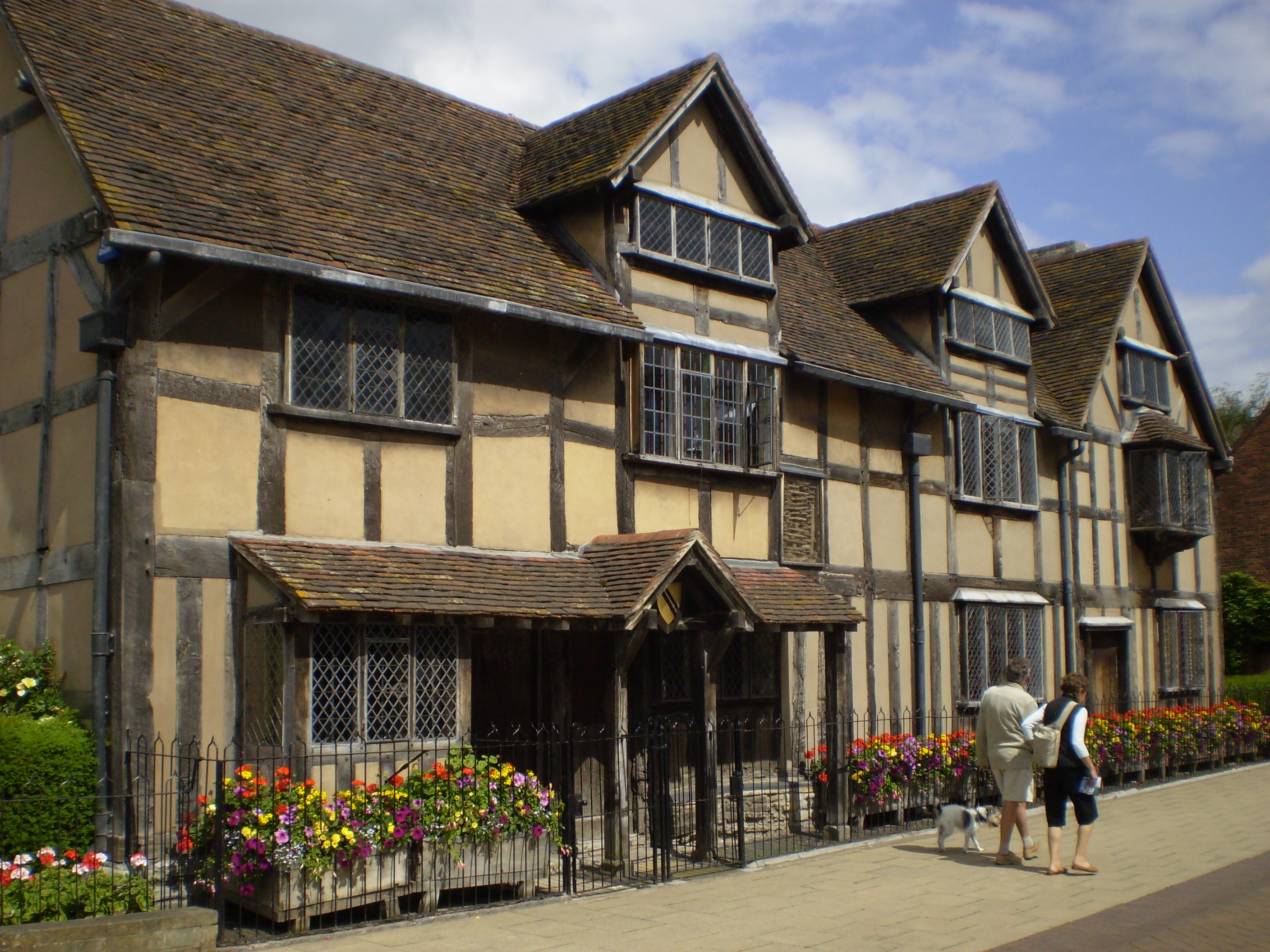
Zrenovovaný dům Johna Shakespeara ve Stratfordu nad Avonou

John Shakespeare, ve své době zmiňován jako Shakspere (1530 Stratford nad Avonou, Anglie – 8. září 1601 Stratford nad Avonou), byl obchodník, radní ve Stratfordu a otec spisovatele Williama Shakespeara.
Jeho otec byl Richard Shakespeare, zemědělec v hrabství Warwickshire, který se přestěhoval do Stratfordu nad Avonou. John Shakespeare se stal obchodníkem s kůží a vlnou. Ve městě postupně přebíral funkce jako ochutnávač piva nebo smírčí soudce. V roce 1562 byl zvolen jedním ze 14 městských radních.
Oženil se s Mary Ardenovou, se kterou měl osm dětí, z nichž tři zemřely v dětství. Ve známost vešel po úspěchu svého syna Williama Shakespeara. Pět let před svou smrtí získal rodový erb, pravděpodobně na popud a náklady syna Williama Shakespeara.